# Allium egorovae
Allium egorovae là một loài thực vật có hoa trong họ Amaryllidaceae. Loài này được M.V.Agab. & Ogan. mô tả khoa học đầu tiên năm 2000.